# Ny (litera)
Ny (ni, st.gr. νῦ, nw.gr. νι, pisana Νν) – trzynasta litera alfabetu greckiego oznaczająca spółgłoskę nosową przedniojęzykowo-dziąsłową „n”. W greckim systemie liczbowym oznaczała liczbę 50.

## Użycie jako symbolu

### Ν
Majuskuły ny nie używa się jako symbolu, ponieważ wygląda ona tak samo jak łacińska litera N.

### ν
- w fizyce oznacza częstotliwość
- w fizyce cząstek symbol neutrina
- w mechanice płynów oznacza lepkość kinematyczną płynu
- w materiałoznawstwie oznacza współczynnik Poissona

## Kodowanie
W Unicode litera jest zakodowana:
| Znak | Unicode | Kod HTML                     | Nazwa unikodowa         | Nazwa polska            |
| ---- | ------- | ---------------------------- | ----------------------- | ----------------------- |
| Ν    | U+039D  | &Nu; lub &#x039D; lub &#925; | GREEK CAPITAL LETTER NU | wielka litera grecka ny |
| ν    | U+03BD  | &nu; lub &#x03BD; lub &#957; | GREEK SMALL LETTER NU   | mała litera grecka ny   |

W LaTeX-u używa się znacznika:
| Znak                         | LaTeX |
| ---------------------------- | ----- |
| {\displaystyle \mathrm {N} } | \Nu   |
| {\displaystyle \nu }         | \nu   |